# روزي مارسيل
روزي مارسيل (بالإنجليزية: Rosie Marcel)‏ هي ممثلة بريطانية، ولدت في 6 مايو 1977 في Roehampton ‏ في المملكة المتحدة.

## وصلات خارجية
- روزي مارسيل على موقع IMDb (الإنجليزية)
- روزي مارسيل على موقع ألو سيني (الفرنسية)
- روزي مارسيل على موقع أول موفي (الإنجليزية)
- روزي مارسيل على موقع قاعدة بيانات الفيلم (الإنجليزية)
- روزي مارسيل على موقع كينوبويسك (الروسية)